# 弗林奇岩
弗林奇岩（英語：Fringe Rocks），是南極洲的岩石，位於葛拉漢地的葛拉漢海岸，處於塞佛里群島西端，由英國探險隊繪入地圖，現時由南極條約體系管理。